# 北京地坛书市

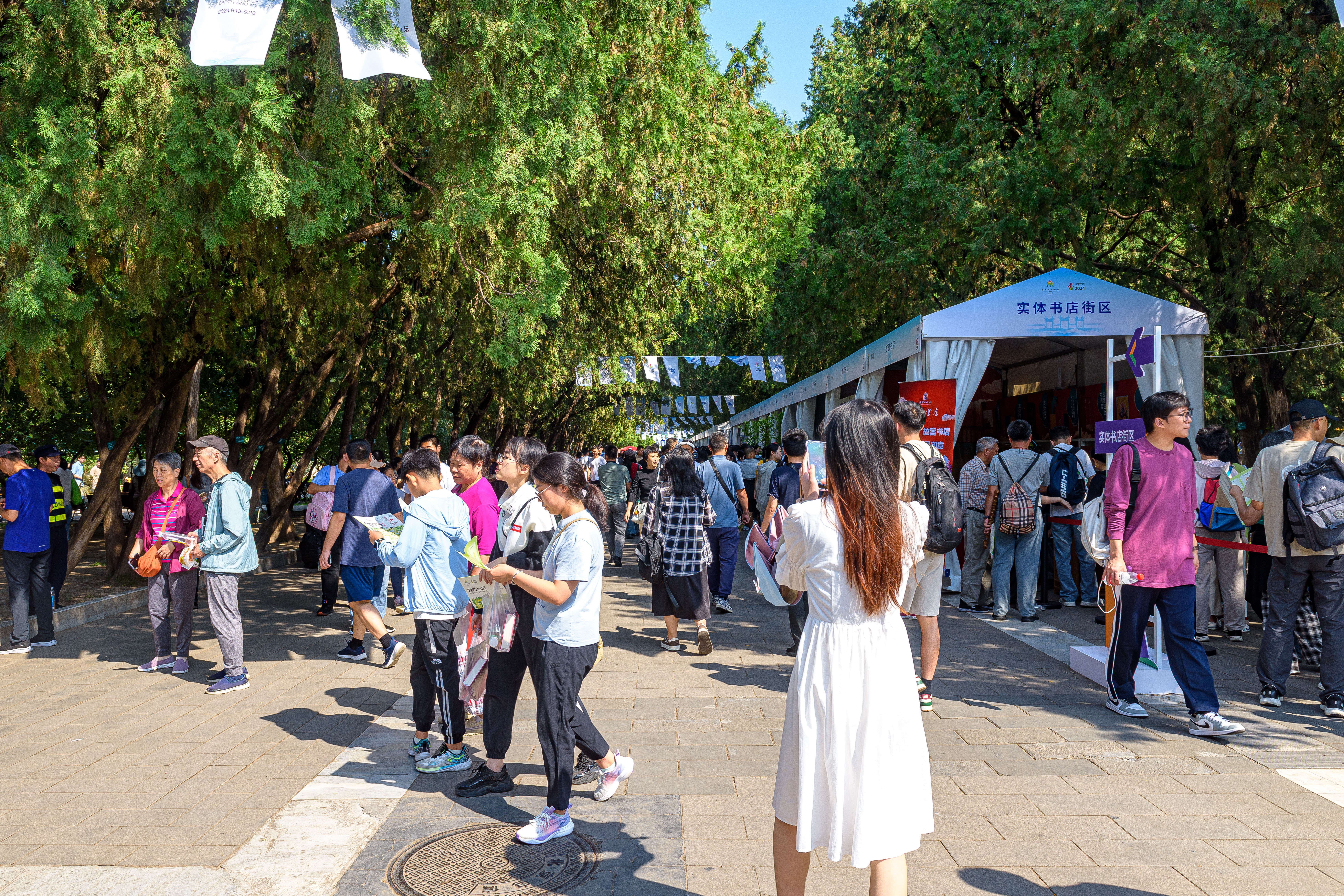
2024年地坛书市

北京书市（北京地坛书市）是每年春秋两季在地坛举办的图书集市。原名北京特价书市，由团市委、北京青少年服务中心会同市市新闻出版局等单位，于1990年在劳动人民文化宫首次举办。

## 历史
1990年10月，北京在劳动人民文化宫举办了首届大型书市“90金秋特价书市”，参展单位60多家，共设展位300多个。在9天的展期中，每天接待读者上万人次。自此北京书市在每年春、秋两季各举办一届。
2001年又增加了一届冬季书市。
2012年秋季搬至北京奥林匹克公园。
2013年，由于书市成本高、风险大、无资金支持，网上书店及盗版书冲击等原因，地坛书市停办。
2014年书市搬至朝阳公园，正式更名“北京书市”。 （页面存档备份，存于） 4月11日至20日，“2014北京书市”在朝阳公园举办。（页面存档备份，存于）
2015年5月8日至18日，“2015北京书市”在朝阳公园举办。
2016年4月15日至25日，“2016北京书市”在朝阳公园举办。
2017年4月14日至24日，“2017北京书市”在朝阳公园举办。 （页面存档备份，存于）
2018年5月11日至21日，“2018北京书市”在朝阳公园举办，票价5元。（页面存档备份，存于）
2023年9月8日，阔别10年之久的地坛书市正式复办，地坛公园在该年书市期间实行免门票进入。
2024年9月13日，复办后的第二届地坛书市开启。